# Aeroporto Internacional de Corumbá
O Aeroporto Internacional de Corumbá é um aeroporto internacional no município de Corumbá, em Mato Grosso do Sul. Construído em terreno de 290 hectares (a área perimetral do sítio é de 1 216 425,4 m²), está situado na Rua Santos Dumont (bairro Aeroporto), está a apenas 3 km do Centro da cidade. Sendo um dos primeiros aeroportos a serem construídos no interior do Brasil e o primeiro aeroporto construído na região Centro-Oeste, é um dos aeroportos mais importantes de MS. Com fuso horário de UTC -4 (-3DT), possui altitude de 141 metros acima do nível do mar. Sua latitude é de 19º 0' 41 S e sua longitude é de 57º 40' 15 W. A classificação do aeroporto é internacional de 2ª categoria, com todos os serviços essenciais a esta classificação. Apesar da classificação, o aeroporto não está recebendo voos internacionais diretamente. Com capacidade para receber aviões de médio porte como Boeings 737 e Fokkers 100, conta com uma pista de asfalto que mede 2000 x 45 metros, sendo uma de suas cabeceiras reforçadas com concreto na extensão de 60 m.
Em um estudo recente divulgado dia 17 de setembro de 2014 na Airport Infra Expo & Aviation Expo, em São Paulo, foram listados os 100 aeroportos regionais do Brasil com maior potencial de desenvolvimento. Numa escala que varia entre Muito Alto, Alto, Médio e Baixo desenvolvimento, o aeroporto de Corumbá ficou com a classificação de nível "Médio" de desenvolvimento, ficando em oitavo lugar na região Centro-oeste. E na classificação geral ficou em 58º lugar, entre os 100 estudados com Índice de Qualidade Mercadológica (IQM) de 25,02 pontos.

## História
Em 1930, é inaugurado a ligação aérea entre Corumbá e Cuiabá pela Empresa Sindicato Condor (a antecessora da Empresa Serviços Aéreos Cruzeiro do Sul), que operava com os aviões Junkers monomotores flutuadores. Ele sobrevoava os rios Paraguai e Cuiabá e pousava nesses rios para atender as duas cidades. A linha aérea foi inicialmente subvencionada pelo estado e atendia apenas essas duas cidades. Mais tarde, faria parte da linha São Paulo/Três Lagoas/Campo Grande/Corumbá/Cuiabá, porém com aviões Junkers 52 trimotores de rodas. A última etapa era operada pelo pequeno hidroavião monomotor. A ligação de São Paulo á Corumbá era concluída no período de 6 a 7 horas e no dia seguinte o hidroavião fazia o trecho de Corumbá á Cuiabá e regressando no outro dia. Assim, o trimotor Junkers 52 aguardava por mais de dois dias em Corumbá, e depois voltava a São Paulo. A espera obrigou o governo federal a construir no aeroporto, em 1937, um hangar com 35 metros de vão livre para abrigar e permitir os trabalhos de manutenção do trimotor, que tinha quase 30 metros de envergadura. O hangar de concreto armado e paredes de lamelas de madeira, coberto com telhas de fibracimento, apresentava em suas alas instalações para pequenas oficinas e saguão de passageiros.
Em 1999 o aeroporto é ampliado: o terminal de passageiros passa de 1.600 m² para 2.400 m² e a pista passa de 1660x30 á 2000x45. Em 2007 recebe nova reforma de ampliação.
Em 20 de dezembro de 2012 Corumbá foi incluída no Programa de Investimentos em Logística: Aeroportos do Governo Federal, um conjunto de medidas para melhorar a qualidade dos serviços e da infraestrutura aeroportuária e ampliar a oferta de transporte aéreo à população brasileira. O aeroporto corumbaense é um dos nove de Mato Grosso do Sul a serem incluidos no programa.

## Movimento
O aeroporto opera com 1 pouso e decolagem por dia. Em 2015 operou com cerca de 36 mil passageiros e quase 1,7 mil aeronaves.
| Ano  | Passageiros | Passageiros | Passageiros    | Aeronaves | Aeronaves  | Aeronaves      | Cargas | Cargas     | Cargas         |
| Ano  | Total       | Domésticos  | Internacionais | Total     | Domésticos | Internacionais | Total  | Domésticos | Internacionais |
| ---- | ----------- | ----------- | -------------- | --------- | ---------- | -------------- | ------ | ---------- | -------------- |
| 2002 | 34.506      | -           | -              | 2.348     | -          | -              | 065    | -          | -              |
| 2003 | 15.415      | 15.071      | 344            | 2.726     | 2.581      | 145            | 365    | 365        | 0              |
| 2004 | 29.303      | 29.039      | 264            | 2.823     | 2.726      | 97             | 366    | 366        | 0              |
| 2005 | 39.900      | 39.555      | 345            | 2.661     | 2.582      | 79             | 365    | 365        | 0              |
| 2006 | 36.593      | 36.229      | 364            | 2.113     | 2.013      | 100            | 365    | 365        | 0              |
| 2007 | 38.012      | 37.494      | 518            | 2.138     | 1.978      | 160            | 365    | 365        | 0              |
| 2008 | 29.408      | 28.943      | 465            | 2.613     | 2.429      | 184            | 77.710 | 77.710     | 0              |
| 2009 | 27.973      | 27.594      | 379            | 2.621     | 2.463      | 158            | 84.600 | 84.600     | 0              |
| 2010 | 28.070      | 27.715      | 355            | 2.132     | 2.028      | 104            | 59.150 | 59.150     | 0              |
| 2011 | 31.946      | 31.642      | 304            | 2.216     | 2.102      | 114            | 78     | 78         | 0              |
| 2012 | 35.334      | 35.130      | 204            | 2.674     | 2.601      | 73             | 80.436 | 80.436     | 0              |
| 2013 | 31.231      | 31.221      | 10             | 1786      | 1780       | 6              | 31     | 31         | 0              |
| 2014 | 36.554      | 36.546      | 8              | 1.747     | 1.745      | 2              | 28     | 28         | 0              |
| 2015 | 35.914      | 35.902      | 12             | 1.670     | 1.667      | 3              | 36     | 36         | 0              |

## Infra-estrutura

### Classificação
Segue as classificações do aeroporto (fonte: Ministério da Defesa):
- Classificado de atendimento: Aeroporto Internacional.
- Classificação Tarifária: Segunda Categoria
- Classificação Comercial: Classe 02
- Classificação Administrativa: Grupo IV

### Pista de pouso e decolagem
Cabeceiras 09/27, com revestimento em concreto asfáltico (CBUQ) nos seus 1.500,00 m de comprimento por 45,00 m de largura, com Grooving em quase sua totalidade de extensão. A pista de rolamento do aeroporto possui revestimento em concreto asfáltico e mede 360,00 m de comprimento por 38,00 m de largura. Dimensões e resistencia:
- Dimensão: 1.500m x 45m (NOTAM E3824/2009)
- Natureza da Pista: Asfalto
- Piso: A
- Sinalização: S
- Temperatura de referência: 32 °C
- Declividade efetiva da pista: 0,53%
- Resistência da pista: PCN 71/F/C/X/T (Relatório Técnico 03/EP-30/07 – DIRENG)

#### Equipamentos de auxilio à navegação aérea
- Luzes de cabeceira de pista
- Luzes de borda de pista
- Luzes de barra lateral
- Luzes de fim de pista
- VHF e Gravador
- Balizamento noturno tipo SN5
- Serviço meteorológico: EMS e EMA
- Farol Rotativo de aeródromo
- NDB Sistema de aproximação por instrumento e auxilio à navegação aérea (antena do equipamento NDB-ECHO 2, KT)
- Indicador de direção do vento Iluminada – Biruta.
- PAPI (Precision Approach Path Indicator).

#### Pátio e estacionamento de aeronaves
Pátio de Manobras possui uma área total de 17.742 m², é revestido por placas de concreto, com capacidade para 5 aeronaves tipo Boeing 737-800 ou similares, e área de estadia e estacionamento de aeronaves possui uma área de 44.392m², revestido por concreto asfáltico (CBUQ), com capacidade para 40 aeronaves de médio porte e pequeno porte.

#### Serviço de combate-incêndio
O serviço de contra-incêndio do Aeroporto Internacional de Corumbá possuí em sua frota dois veículos de ataque rápido Iveco Magirus com moderno sistema de combate a incêndios em aeronaves, com capacidade para 5.700 litros de água, 750 litros de LGE e 250 kg de Pó químico. Composto por um efetivo de 17 Bombeiros Militares do Estado do Mato Grosso do Sul, através de convênio.

### Terminal de passageiros
Edificação térrea de alvenaria e concreto, composta por saguão principal, totalmente climatizado, boxes para Cias aéreas e lojas comercais. Com área construída total de 2.597,90 m², a capacidade operacional do terminal é de 230.000/passageiros ano.

#### Interno
- Balcão de Check-in
- Portões de embarque e desembarque
- Sala de embarque e desembarque
- Receita Federal
- Polícia Federal

#### Comodidades
- Sala VIP
- Auditório
- Restaurante e lanchonete
- Choperia
- Locadora de veículos (Localiza)

#### Externo
- Ponto de táxi
- Ponto de ônibus
- Estacionamento com 50 vagas